# Anthrax (fluga)
Anthrax är ett släkte av tvåvingar. Anthrax ingår i familjen svävflugor.

## Bildgalleri

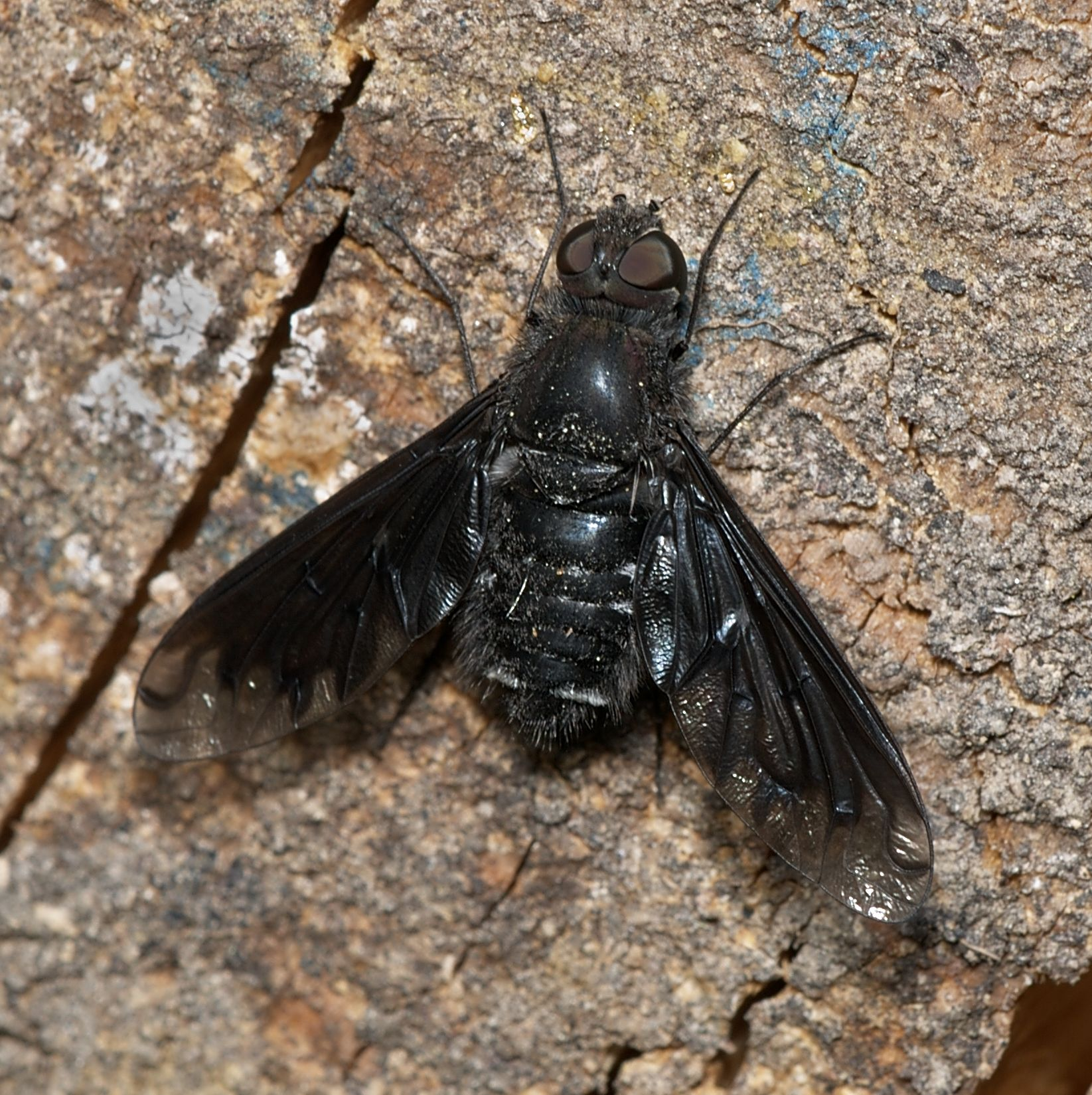